# ماری آزاریان
ماری آزاریان (انگلیسی: Mary Azarian؛ زادهٔ ۱۹۴۰) هنرمند چوب‌تراش، و نگارگر ادبیات کودک ارمنی‌تبار اهل ایالات متحده آمریکا است. وی در سال ۱۹۹۹ به خاطر تصویرگری کتاب Snowflake Bentley اثر ژاکلین بریجز مارتین موفق به کسب نشان کالدکوت شده‌است.

## تحصیلات
آذریان به برش‌های لینو ادامه داد تا اینکه بعداً به کالج اسمیت (کالج اسمیت) رفت و در آنجا به تحصیل چاپ و نقاشی نزد یکی از چاپگران بزرگ قرن بیستم، لئونارد باسکین پرداخت.

#### زندگی‌نامه
پس از فارغ‌التحصیلی از کالج اسمیت، به کشاورزی در ورمونت نقل مکان کرد. آذریان و شوهرش با کمک سه پسر خود اسب، گاو، مرغ، گاو شیری، گوسفند و بز پرورش دادند.
آذریان قبل از شروع کار خود به عنوان یک هنرمند تمام وقت، به مدت سه سال در یک مدرسه یک اتاقه تدریس کرد. پس از پایان سه سال تدریس خود، تصمیم گرفت که می‌خواهد با فروش چاپ روی چوب امرار معاش کند. او شروع به تولید چاپ‌های خود با دست و سیاه و سفید کرد.
در نهایت، او شروع به اضافه کردن رنگ به چاپ‌های خود با دست کرد. سرانجام، او یک دستگاه پرس ضد وندرکوک قدیمی پیدا کرد و شروع به استفاده از آن برای تولید چاپ کرد.
آذریان در دهه ۱۹۷۰ به تصویرگری کتاب‌های کودک پرداخت. در سال ۱۹۹۹، انجمن کتابخانه‌های آمریکا مدال کالدکات را به آذریان به خاطر تصویرسازی‌هایش در کتاب کودکان، برف بنتلی، اهدا کرد.